# Officium Consort
L'Officium Consort è un coro a voci pari maschili con sede a Pordenone è stato fondato nel 2001  è  composto da cantori semiprofessionisti, è diretto da Patrizia Avon (repertorio monodico) e collabora con il Maestro Walter Testolin.

## Storia
L'Officium Consort di Pordenone, costituito nel 2001, è il risultato di un progetto formativo iniziato all'interno dell'U.S.C.I. Pordenone, dedicato all'interpretazione del canto corale ad indirizzo polifonico, particolarmente rivolto alla vocalità virile, tenuto dal compianto maestro Piergiorgio Righele.
Superata la fase sperimentale, il gruppo, sotto la guida dei maestri Giorgio Mazzucato,Danilo Zeni, Davide De Lucia e Alessandro Drigo, ha intrapreso con successo la strada della ricerca di progetti musicalmente e stilisticamente organici e coerenti, volgendo la propria attenzione in particolare al repertorio gregoriano, alla prepolifonia ed ai mottetti rinascimentali. L'Officium Consort (già Coro Maschile dell'U.S.C.I. di Pordenone) ha avuto modo in più occasioni di proporre il proprio originale ed interessante repertorio, suscitando ovunque vivo interesse ed entusiastici apprezzamenti. Nel 1999 si è aggiudicato il secondo posto (primo non assegnato) nella categoria di canto gregoriano al 38º Concorso Internazionale di Canto Corale "C.A. Seghizzi". Nel 2004 ha vinto il secondo premio nella categoria di Canto Monodico Cristiano al 52º Concorso Polifonico Internazionale "Guido d'Arezzo" (miglior coro italiano). Nel 2005 e nel 2007 l'Officium Consort si è classificato nella fascia di Eccellenza della manifestazione "COROVIVO" - Confronti Corali Itineranti del Friuli-Venezia Giulia. Nel 2008 ha vinto il terzo premio ex aequo al 43º Concorso Nazionale Corale Trofei "Città di Vittorio Veneto".
Nel 2006 ha partecipato, assieme al Coro Barocco "G.B. Tiepolo", all'Internationale Barocktage di Melk, presentando il Vespro della Beata Vergine di Baldassarre Galuppi. Sue esecuzioni sono state registrate dalla RAI e da ORF.
L'obiettivo del gruppo è relativo allo studio e alla diffusione della monodia antica e della polifonia cinquecentesca e seicentesca con particolare riferimento a progetti e programmi diretti al recupero sia di testi che di autori meno frequentati. La scelta dell'impegnativo percorso artistico è sostenuta dalla consapevolezza che l'Officium Consort rappresenta una rarità nel panorama della coralità amatoriale della provincia e della regione per gli obiettivi di ricerca vocale, stilistica, di prassi e di organico. Da ottobre 2012 l'Officium Consort è diretto da Patrizia Avon e collabora con uno dei massimi interpreti della musica antica, il Maestro Walter Testolin.

## Attività

### Progetti
- Vita hominis, visio Dei Programma integrale di canto monodico cristiano
- Jerusalem convertere La Passione e Resurrezione di Gesù nel canto antico
- Nel segno di Giona Dal mistero del silenzio all'apoteosi della liberazione
- Passione secondo San Giovanni di F. Corteccia
- Missa Regina Coeli di J. De Kerle
- Magnificat Canto sacro e popolare tra l'Attesa e l'Evento
- In omnem terram exivit sonus Un legame fecondo, nel tempo, fra tradizione monodica e letteratura organistica In collaborazione con il M° Francesco Finotti
- I responsori del sabato Santo Alessandro Scarlatti e la scuola napoletana In collaborazione con il M° Marco Rossi
- Antiphonae Canto e strumenti tra monodia e polifonia In collaborazione con il M° Stefano Bet
- Esequie Musicali per la morte de l'Nobilissimo Imperator Carlo V Officium defunctorum et Missa pro defunctis di Cristobal de Morales
- Lo spirito bachiano nel romanticismo di Mendelssohn Salmi e Mottetti nella produzione vocale sacra di Felix Mendelssohn Bartholdy
- Giovanni Pierluigi da Palestrina: L'alfabeto gregoriano nella polifonia della scuola romana
- THOMAE LVDOVICI DE VICTORIA ABVLENSIS: Officium defunctorum (ex editione anni 1605)Nel 400º anniversario della morte di Tomas Luis de Victoria
- Et circa horam nonam: la Passione, la Tribolazione e la Morte nella letteratura per coro misto
- Justus ut palma florebit - Gli Apostoli, i Martiri e i Santi nel canto monodico cristiano
- La scrittura per doppio coro a quattro secoli di distanza: Missa Osculetur me di Orlando di Lasso, Messa per doppio coro di Frank Martin

### Produzioni recenti
- Requiem di Maurice Duruflè
- Omaggio a Mozart con l'USCI Pordenone
- Vespro della Beata Vergine di Claudio Monteverdi
- Vespri della Beata Vergine per San Marco a Venezia di Baldassarre Galuppi e Antonino Biffi
- Missa Prima in Nativitate Domini, in collaborazione con Associazione Alessandro Orologio
- Spatium: itinerari vocali spazializzati in collaborazione con Coenobium Vocale e Maria Dal Bianco

## Produzioni Discografiche
- Concordia Discors - Echi gregoriani nella musica d'organo in collaborazione con il M° Francesco Finotti. La Bottega Discantica, Milano BD 158 - 159
- Adoramus te domine Jesu Christe - La Settimana Santa e la Pasqua nel canto antico. La Bottega Discantica, Milano BD 189
- Francesco Corteccia (1502-1571) Passione di Christo secondo Giovanni La Bottega Discantica - Milano BD 214 Officium Consort - Danilo Zeni direttore, Giuseppe Paolo Cecere voce recitante, Raffaele Giordani- Giampaolo Fagotto - Marco Scavazza - Walter Testolin solisti.